# CA 델 플라타
CA 델 플라타(스페인어: Club Atlético Del Plata)는 1915년 9월 20일에 창단되어 1990년대에 해단된 아르헨티나의 축구단이다. 1920년대에 프리메라 디비시온에 참가했다.